# نيك هينغلمان
نيك هينغلمان (بالهولندية: Nick Hengelman) (25 نوفمبر 1989 في هولندا - ) هو لاعب كرة قدم هولندي في مركز حراسة المرمى. لعب مع أغوف أبيلدورن وفيتيسه آرنهم وهيراكليس ألميلو وتوب أوس وAchilles '29 ‏.

## روابط خارجية
- نيك هينغلمان على موقع قاعدة بيانات كرة القدم.إي يو (الإنجليزية)
- نيك هينغلمان على موقع Soccerway.com (الإنجليزية)
- نيك هينغلمان على موقع عالم كرة القدم.نت (الإنجليزية)